# Riu Tula
|  | Aquest article tracta sobre el riu mexicà. Si cerqueu el riu mongol, vegeu «Tuul». |

El Tula és un riu que discorre per l'estat d'Hidalgo al centre de Mèxic. Pren el seu nom de la ciutat de Tula de Allende, una de les principals poblacions per les quals travessa en el seu recorregut. El riu neix, de l'afluència del riu Tepeji amb els sistemes de desguàs de la Ciutat de Mèxic, i desemboca en la presa Zimapán on neix el riu Moctezuma; forma part de la Regió Hidrològica del Pánuco.
Originalment naixia en els plans de Tula, no obstant això, amb la construcció dels sistemes de desguàs de la Ciutat de Mèxic i la seva zona metropolitana; rep aportacions dels rius de la Vall de Mèxic que originalment alimentaven als llacs de Texcoco, Chalco, Xochimilco, Zumpango i Xaltoca. Té com a principals afluents els rius Tepeji, Rosas, Tlautla, Salto, Salado, Chicavasco i Alfajayucan. Les aigües residuals són distribuïdes per a reg al llarg del seu recorregut, mitjançant diferents canals.
D'acord amb dades de la Comissió Nacional de l'Aigua (Conagua), el riu Tula és un dels més contaminats de Mèxic.

## Història

Riu Tula al seu pas per Tezontepec de Aldama.

Després de la inundació de la Ciutat de Mèxic del 1604, el virrei Juan de Mendoza y Luna, convocà la presentació de projectes per a un sistema de drenatge, però no en sorgí cap proposta favorable. En 1607, després d'una altra inundació, el virrei Luís de Velasco y Castilla feu una nova convocatòria. El cosmògraf Enrico Martínez presentà el projecte guanyador, que consistia en un tajo a cel obert per a drenar el riu Cuautitlán cap a Nochistongo, aprovat el 23 d'octubre de 1607.
L'obra del Tajo de Nochistongo, consistí en la construcció d'un túnel i el tall dels turons, perquè l'aigua drenés per gravetat. Les aigües del riu Cuautitlán es connectarien amb el riu Tepeji mitjançant el tall (tajo), travessant els cerros de Huehuetoca, arribant finalment al riu Tula. Però la capacitat va ser insuficient i no va disminuir el volum d'aigua requerit. Després de la inundació de la Ciutat de Mèxic del 1629, que va esfondrar el tajo; en 1637 es va decidir la reconstrucció del Tajo de Nochistongo a cel obert, a fi de drenar el llac de Zumpango, per a dirigir les seves aigües directament cap al riu Tula.
Els treballs s'acabaren el 8 de juny de 1789, quan es va aconseguir concloure l'últim tram del tajo abierto; resultà insuficient per a drenar les aigües residuals i pluvials de la ciutat. A mitjan segle XIX l'enginyer Francisco Garay proposà construir un Gran canal de Desguàs. En 1867 s'iniciaren les obres del Gran Canal de Desguàs, durant el mandat de Maximilià d'Habsburg. L'aprofitament d'aigües residuals i pluvials per a l'agricultura, va iniciar a la fi del segle XIX. Alhora que eren desenvolupades les obres del Gran Canal del Desguàs de la Ciutat de Mèxic.
En 1886 la IX Legislatura del Congrés d'Hidalgo havia aprovat un contracte celebrat amb un particular per a obrir un canal des del riu Tula fins a la vall d'Ixmiquilpan. D'altra banda, els municipis d'Actopan, Ixmiquilpan, Mixquiahuala i Tula, sol·licitaven la concessió de l'ús de les aigües que arribarien al riu Tula. En 1895 un decret de Porfirio Díaz, se li “atorguen” les deixalles de la Ciutat de Mèxic a la regió (un decret que ha estat ratificat en els anys vint, en els seixanta, i en els noranta). El Túnel de Tequixquiac (vell túnel), va ser conclòs l'any 1895. En 1886 es va iniciar el reg amb aigües residuals en les zones de Tlaxcoapan i Tlahuelilpan. El 17 de març de 1900 va ser inaugurat oficialment el Gran Canal del Desguàs pel president Porfirio Díaz.
La presa Requena fou construïda entre 1919 i 1922. Entre els anys 1930 es va ampliar el sistema de reg, construint-se diferents preses sobre el riu Tula. Fou necessària la construcció d'una obra auxiliar per a alliberar la càrrega rebuda pel Gran Canal: el nou túnel de Tequixquiac, que es feu entre 1937 i 1942. A la zona d'Ixmiquilpan el 1942 s'inicien treballs per iniciativa de la Comissió Nacional d'Irrigació; les obres consistiren en la construcció de la presa derivadora de Tecolotes i la presa derivadora El Maye, totes dues sobre el riu Tula amb els seus respectius canals generals. La presa Endhó fou construïda entre 1947 i 1952.
El 1962 entrà en servei el Túnel Emissor Ponent, segueix el llit del riu Hondo fins al Vaso de Cristo, per a després connectar-se amb el riu Cuautitlán i descarregar cap al Tajo de Nochistongo i incorporar-se al riu El Salto. En 1975 conclogué la construcció del Túnel Emissor Central, i el seu recorregut fa que descarregui al riu El Salto, a partir d'on les aigües són conduïdes fins a la presa Requena i més endavant al riu Tula. A l'Emissor Central conflueixen principalment els tres interceptors següents Interceptor Centre-Ponent, Interceptor Central, Interceptor Orient. Amb el Túnel Emissor Central s'incrementaren les aigües negres, que al seu torn van ser distribuïdes als districtes de reg.
El 14 de gener de 1981 apareixen 12 cadàvers, en la llumenera #8 de l'emissor central del sistema de drenatge profund; situada a San José Acoculco, municipi d'Atotonilco de Tula. Les víctimes foren identificades com a ciutadans d'origen colombià, pertanyents a una banda d'assaltants d'institucions bancàries; una altra de les víctimes era un taxista mexicà. Les posteriors perquisicions apuntaren al fet que Arturo Durazo Moreno, cap de la policia de la Ciutat de Mèxic, havia estat el responsable intel·lectual; i el seu col·laborador, Francisco Sahagún Baca, n'hauria estat l'autor material.
En 2008 s'inicià el projecte constructiu del Túnel Emissor Orient; el 25 de juliol de 2017 s'inaugurà la Planta de Tractament d'Aigües Residuals Atotonilco, a aquesta planta arriba el Túnel Emissor Orient inaugurat el 23 de desembre de 2019. Les pluges en 2021, provocaren la crescuda de les aigües a inicis de setembre. La presa Endhó va registrar nivells màxims; cosa que provocà el desbordament d'alguns canals. El 7 de setembre el riu es va desbordar provocant inundacions als municipis de Tula de Allende, Ixmiquilpan i Tlahuelilpan; altres municipis afectats pel desbordament del riu o d'algun dels seus afluents foren: Alfajayucan, Mixquiahuala de Juárez, Chilcuautla, Tepeji del Río de Ocampo, Tezontepec de Aldama, Tasquillo i Tlaxcoapan.
El 2022 s'anuncià el Pla hídric de Tula, per la Comissió Nacional de l'Aigua, projecte amb treballs d'ampliació, rectificació i revestiment del riu en un tram de 3,8 quilòmetres en Tula de Allende. El que inclou el subtram 1, d'una longitud de 1.940 metres, ampliació de la secció hidràulica dels ponts Zaragoza, Melchor Ocampo i Metlac; i el subtram 2, d'una longitud de 1.840 metres. Els treballs de neteja i dragatge del riu començaren el 12 d'abril de 2022; i el 30 de maig del 2022, ho feren els treballs de revestiment amb ciment del riu Tula, en el tram del pont Metlac.

## Geografia

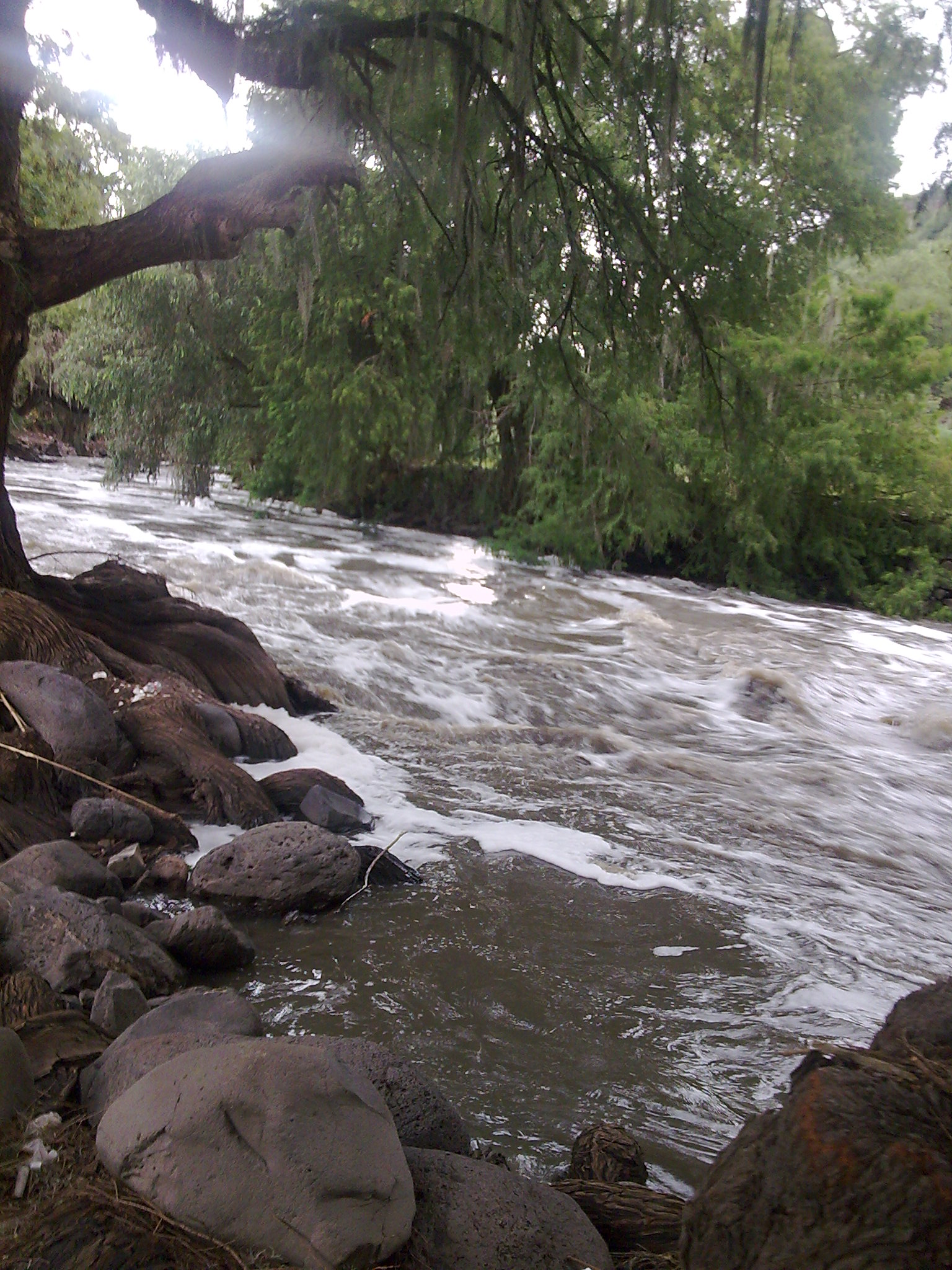
El Tula al seu pas per Mixquiahuala.

El riu Tula neix de la confluència del riu Tepeji, amb els sistemes de desguàs de la Ciutat de Mèxic i la seva zona metropolitana. El que succeeix mig quilòmetre aigües avall de la presa Requena, on es reben les aigües en el marge dret del riu El Salto.
Després de la presa Requena, partint d'una altitud de 2100 msnm, amb curs al nord, passa pels voltants de Tula de Allende; perquè després les seves aigües foren retingudes per la presa Endhó. En aquest tram aporten aigua pel seu marge esquerre, el riu Tlautla, el riu Rosas, que aflueix lleugerament aigües sota Tula, i el riu Michimaloya, que descarrega en l'embassament de la presa Endhó.
Partint de la presa Endhó a una altitud de 2015 msnm, conserva el seu curs nord fins a arribar a la formació de Cerro Grande i Sombrerete, on gira bruscament cap a l'orient; i passa per les rodalies de Tezontepec de Aldama. L'únic afluent d'importància en aquest tram és el riu Salado, que aflueix per marge dret 2 km aigües sota Tezontepec. Canvia novament de curs al nord-est, passant a prop de Mixquiahuala i Progreso. A partir d'aquest últim poblat, a una altitud de 1845 msnm, el curs segueix cap nord, penetrant a una zona de topografia accidentada.
A partir de Progreso contínua vers el nord, passant per les localitats de Chilcuautla, Tlacotlapilco i Ixmiquilpan. Al nord d'Ixmiquilpan rep per la dreta, a una altitud de 1.720 msnm, les aportacions del riu Chicavasco. A partir d'aquesta confluència, canvia el seu curs oest-nord-oest i penetra a una zona de topografia accidentada passant per les poblacions de San Juanico i Tasquillo. Rep per marge esquerre a una altitud de 1.695 msnm, el riu Alfajayucan, i finalment aboca les seves aigües en la Presa Zimapán. El riu San Juan i el riu Tula s'uneixen en la Presa Zimapán i formant en aquest punt el riu Moctezuma.

## Contaminació
D'acord amb dades de la Comissió Nacional de l'Aigua (Conagua) el riu Tula és un dels més contaminats de Mèxic, genera 409,42 milions de m³ anuals d'aigües residuals. La contaminació del riu Tula es deu al fet que aquest curs d'aigua rep tant les aigües residuals de la e la Ciutat de Mèxic i la seva zona metropolitana, així com les de les zones industrials associades a la ciutat de Tula de Allende. La conca del riu Tula és la més afectada per ser receptora de les aigües residuals provinents de la Zona Metropolitana de la Vall de Mèxic, de les quals gairebé el 60 % és aigua residual crua i el 40 % restant és d'aigua pluvial. La Presa Endhó s'ha n'ha dit la "claveguera més gran del món"; amb quantitats superiors a la norma ambiental de metalls pesants entre ells plom i mercuri, així com arsènic, cianur, nitrats, fòsfor, manganès, níquel, fosfats, olis i detergents, entre altres substàncies químiques pernicioses.